# Creuse (departma)
Creuse (okcitansko Cruesa, oznaka 23) je departma v osrednji Franciji, imenovan  po reki Creuse, ki teče skozenj. Nahaja se v regiji Limousin.

## Zgodovina
Departma je bil ustanovljen v času francoske revolucije 4. marca 1790 iz nekdanje province Marche.

## Geografija
Creuse leži v severovzhodnem delu regije Limousin. Na jugu meji na departma Corrèze, na zahodu na Zgornjo Vienne, na severu na departmaja regije Center Indre in Cher, na vzhodu pa na departmaja Allier in Puy-de-Dôme (regija Auvergne).